# Sep Cathomas

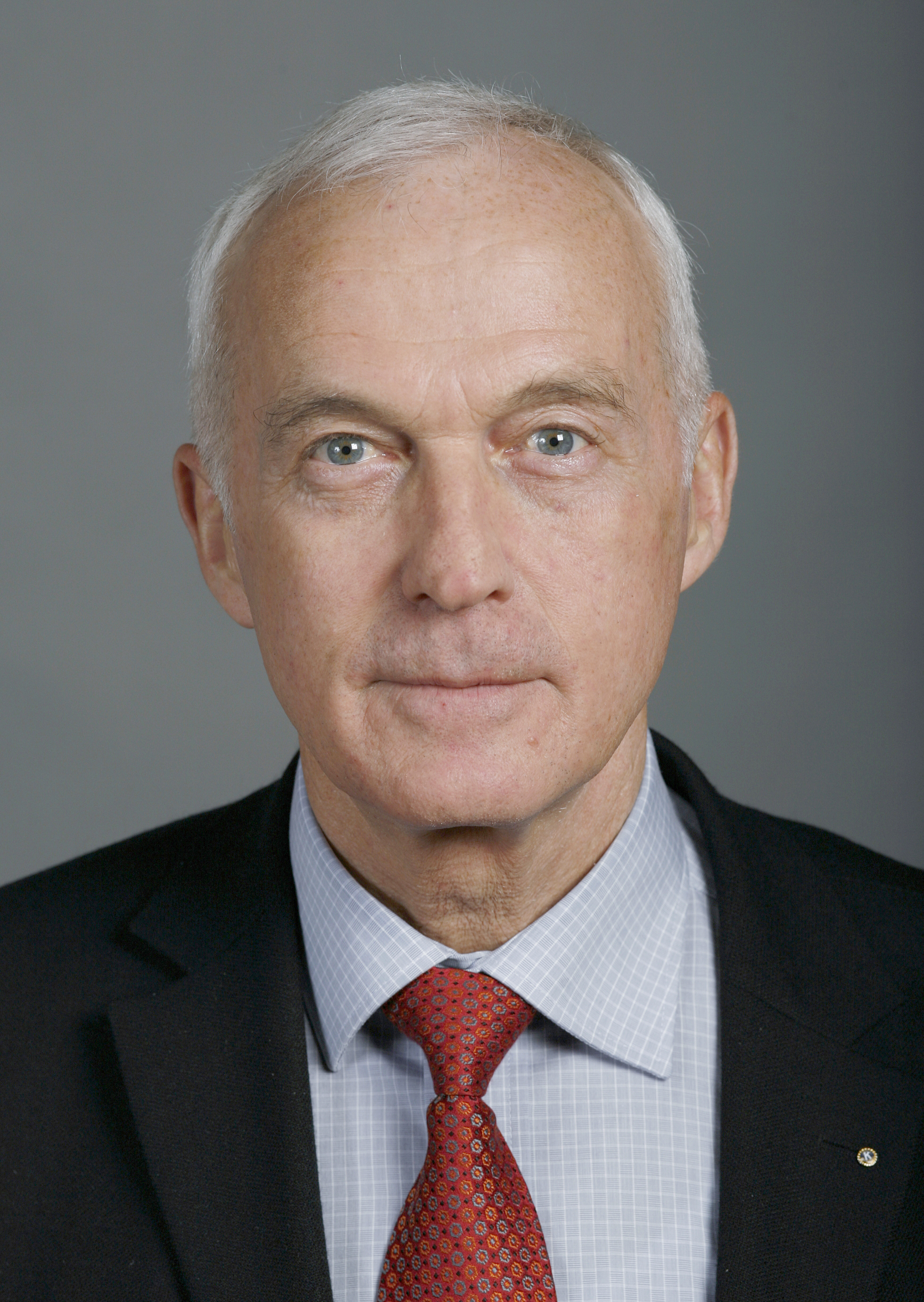
Sep Cathomas

Sep Cathomas (* 2. April 1945 in Brigels) ist ein Schweizer Politiker (CVP).
Cathomas war von 1973 bis 1989 im Gemeinderat von Brigels und von 1989 bis 2003 im Gemeindevorstand, wobei er ab 1991 als Gemeindepräsident amtete und ab 2000 als Präsident des Gemeindeverbandes Surselva. Seit den Wahlen 2003 war er im Nationalrat. Dort war er Mitglied der Geschäftsprüfungskommission, der Kommission für Umwelt, Raumplanung und Energie und der NEAT-Aufsichtsdelegation. Bei den Wahlen 2011 trat Cathomas nicht mehr an.
Er setzt die Schwerpunkte seiner politischen Arbeit bei Berg- und Randregionen, Tourismus, KMU und Familienpolitik.
Der Architekt ist verheiratet und hat drei Kinder. Im Militär hat er den Grad eines Oberleutnants.